# Feaella leleupi
Feaella leleupi är en spindeldjursart som beskrevs av Beier 1959. Feaella leleupi ingår i släktet Feaella och familjen Feaellidae. Inga underarter finns listade i Catalogue of Life.